# جامعة كارولاينا الجنوبية مدرسة الطب
جامعة كارولاينا الجنوبية مدرسة الطب (بالإنجليزية: University of South Carolina School of Medicine)‏ هي إحدى الكليات لتدريس الطب في الولايات المتحدة الأمريكية. تقع في مدينة كولومبيا في ولاية كارولاينا الجنوبية الأمريكية. نوع الشهادة الطبية التي يتم تحصيلها هناك هي دكتور في الطب.